# Зайцы
За́йцы (лат. Lepus) — род из семейства зайцевых. Распространены везде, кроме Австралии и Антарктиды, всего около 30 видов. Отличаются длинными ушами, коротким поднятым хвостом, недоразвитыми ключицами, длинными задними лапами, что позволяет им двигаться прыжками. Русак может достигать скорости 70 км/ч.

## Этимология
Лексема «заяц» является общеславянской (праслав. *zajęcь) и, по-видимому, образована от основы *zaj- с помощью суффикса -*ęcь. Её вероятное изначальное значение — «прыгун» (ср. санскр. जिहीते [jíhītē], «вскакивает, летит»; лит. žaisti «прыгать»). 
Из славянских языков лексема была заимствована в латышский язык (лат. zaķis, в то время как лит. zuĩkis, по-видимому, происходит от балт.-слав. *zuojekas).

## Описание
Зайцы живут поодиночке или парами. В отличие от кроликов, зайцы не роют нор, а сооружают гнёзда в небольших ямках. Зайчата рождаются развитыми, с шерстью и открытыми глазами, и мать остаётся с ними всего 5—6 дней, а затем лишь иногда прибегает к ним; вследствие этого много зайчат гибнет от врагов. Зрение у зайцев слабое, обоняние — хорошее, слух — превосходный. Беззащитность по отношению к многочисленным врагам (человек, хищные млекопитающие и птицы) делает их крайне осторожными и скрытными.
Питается различными растительными веществами: травой, хлебными растениями, овощами, древесной корой, и может приносить значительный вред; особенно любит петрушку, репу и т. д.
Весной, после наступления брачного сезона, самцы ожесточённо состязаются за самок: встают на задние лапы и бьют друг друга передними. При этом они теряют осторожность, и тогда их часто можно увидеть.
На территории России водятся русак и беляк, заяц маньчжурский, заяц-толай.

## Виды
В состав рода включают следующие виды:
- Подрод Macrotolagus
  - Антилоповый заяц (Lepus alleni)[3]
- Подрод Poecilolagus
  - Американский беляк (Lepus americanus)[3]
- Подрод Lepus
  - Арктический беляк (Lepus arcticus)[4]
  - Аляскинский заяц (Lepus othus)[4]
  - Заяц-беляк (Lepus timidus)[3]
  - †Донской заяц (Lepus tanaiticus Gureev, 1964)[5]
- Подрод Proeulagus
  - Чернохвостый заяц (Lepus californicus)[3]
  - Белобокий заяц (Lepus callotis)[3]
  - Капский заяц (Lepus capensis)[3]
  - Желтоватый заяц (Lepus flavigularis)[3]
  - Чернобурый заяц (Lepus insularis)[3]
  - Кустарниковый заяц (Lepus saxatilis)
  - Заяц-песчаник (Lepus tibetanus)
  - Заяц-толай (Lepus tolai)[3]
- Подрод Eulagos
  - Ракитниковый заяц (Lepus castroviejoi)[4]
  - Юньнаньский заяц (Lepus comus)[4]
  - Корейский заяц (Lepus coreanus)[4]
  - Корсиканский заяц (Lepus corsicanus)[4]
  - Заяц-русак (Lepus europaeus)[3]
  - Иберийский заяц (Lepus granatensis)[4]
  - Маньчжурский заяц (Lepus mandschuricus)[3]
  - Курчавый заяц (Lepus oiostolus)[3]
  - Lepus starcki
  - Белохвостый заяц (Lepus townsendii)[6]
- Подрод Sabanalagus
  - Эфиопский заяц (Lepus fagani)[4]
  - Lepus microtis
- Подрод Indolagus
  - Хайнаньский заяц (Lepus hainanus)[4]
  - Темношеий заяц (Lepus nigricollis)[3]
  - Бирманский заяц (Lepus peguensis)[3]
- Подрод Sinolagus
  - Китайский заяц (Lepus sinensis)[3]
- Подрод Tarimolagus
  - Яркендский заяц (Lepus yarkandensis)[3]
- Неопределённый подрод
  - Японский заяц (Lepus brachyurus)[3]
  - Абиссинский заяц (Lepus habessinicus)[3]

## Заяц в культуре

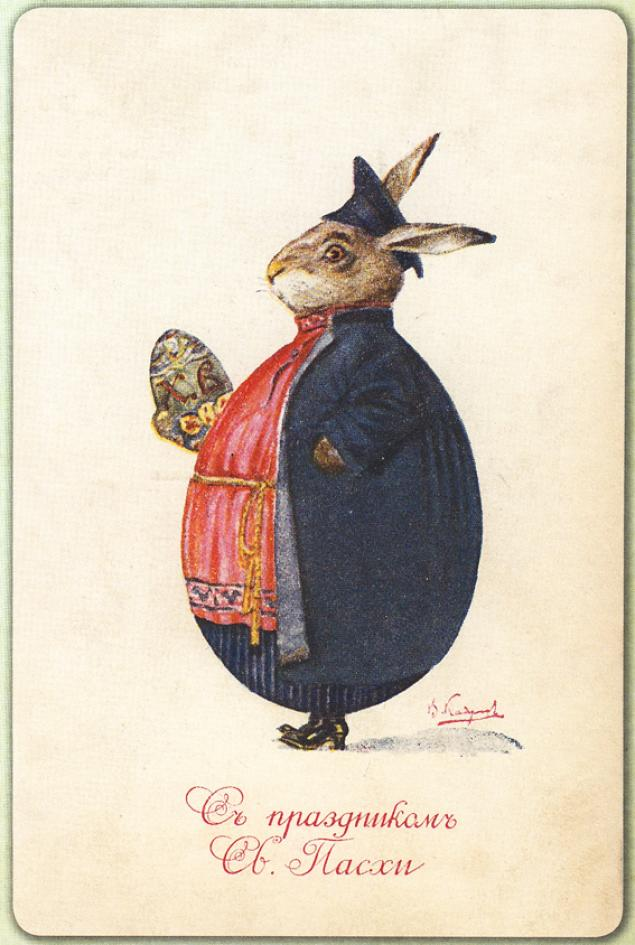
Открытка с пасхальным зайцем, 1910-е гг., Россия

Образ зайца в мировой культуре является весьма неоднозначным. 
С одной стороны, он связан со смертью: в сказках хранит смерть Кощея, приметы советуют уклоняться от встречи с ним (например, роман в стихах «Евгений Онегин» и легенда о встрече с зайцем А. С. Пушкина), поскольку по представлениям славян заяц, перебежавший дорогу, якобы сулит путнику беду. Довольно распространённым у славян является вера в то, что душа умершего может принимать облик животных, в том числе и зайцев. 
Отмечена также связь зайца с нечистью: у славян зайцы, наряду с другими лесными животными, выступают «скотом» у леших. Среди славянских народов распространено табу на называние имени зайца напрямую при нахождении у водоёмов, поскольку заяц, якобы принадлежащий лешему, соответственно неподвластен водяному. У славян прозвище «косой» употребляется не только к зайцу, но и к чертям. Из этого следует также и защита зайца от влияния нечистой силы (в частности, его части тела, такие как голова и лапы, служат оберегом). Известны в культуре и зайцы-оборотни, как правило, враждебные человеку: у славян в зайца оборачивается чёрт, а у германских народов (например, немцев) в трёхлапого зайца оборачивается кобольд; поверье о трёхногом зайце, в которого обернулся чёрт, известно и у ближайших соседей немцев — лужичан. По поверьям жителей острова Крк (Хорватия), по ночам в зайца оборачивается домовой, посмеивающийся над теми, кто пытается его нагнать. Поверья о превращении домового в чёрного зайца бытуют и у русских и белорусов. 
С другой стороны, заяц встречается в свадебных песнях славянских народов как метафора плодовитости и супружеской любви. В юмористических произведениях славянской народной культуры (шуточных песнях, «заветных» сказках) зайцу приписывается мощная сексуальная энергия, или же просто эротическая символика (в частности, известен сюжет изнасилования зайцем лисы или волчицы). 
Зачастую в культуре — в частности, в фольклор —  заяц выступает как образец слабости или трусости. Противником зайца выступает волк, реже лиса. В действительности, однако, зайцы отнюдь не являются безобидным животными. Сильные задние лапы и длинные когти позволяют им наносить длинные и глубокие рваные раны. Встречаются и храбрые зайцы и в культуре, чей образ является аверсией образа трусливого зайца.
В антропоморфном проявлении заяц является ярко выраженным мужским персонажем. В русском фольклоре (и далее — в более современной массовой культуре) к нему применяется уважительная кличка «косой», связанная с особенностью глаз животного.
Поскольку во время периода гона самцы-зайцы устраивают драки между собой, избивая друг друга передними лапами (так же поступают и кролики). В культуре присутствует стереотип о барабане как любимом музыкальном инструменте зайцев, особенно в произведениях с антропоморфными зайцами. В частности, этот стереотип отражён в виде игрушек, изображающих зайчиков-барабанщиков (например, выполненный в виде этой игрушки Energizer Bunny, маскот компании Energizer с 1988 года). Известны случаи использования дрессированных зайцев (и кроликов) вместе с барабанами.

### Мифология
- Лунный заяц (кит. упр. 月兔, пиньинь yuè tù, палл. юэ ту) — персонаж дальневосточной мифологии, который, как считается, живёт на Луне и варит напиток бессмертия.

### Фольклор
- В Библии содержится запрет есть зайцев, потому что «копыта у них не раздвоены» (Втор. 14:7).
- Пасхальный заяц — западноевропейский фольклорный персонаж немецкого происхождения, разносящий пасхальные яйца (среди немцев бытует верование, что пасхальный заяц откладывает пасхальные яйца)[21].
- В сказках народов Африки заяц является трикстером, то есть персонажем-обманщиком и плутом. В сказках народов Сенегала, прежде всего волоф, заяц носит имя Лёк (фр. Leuk-le-Lièvre)[22]. У группы народов акан зайца в сказках зовут Аданко. Вместе с угнанными африканскими рабами эти сказки попали и в Новый Свет, в частности, у афроамериканцев они трансформировались в сказки про Братца Кролика (англ. Br'er Rabbit), литературно обработанных Джоэлем Харрисом под названием «Сказки дядюшки Римуса».
- В северорусских быличках и легендах клады якобы имеют свойство превращаться в белых зверьков, например, зайцев в зимнем меху[15].
- У южных и западных славян существует запрет на поедание зайчатины[10].
- Среди многих европейских народов, в том числе и славянских, бытует представление, что заяц якобы спит с открытыми глазами[23].

### В литературе
- «Алиса в стране Чудес» — одним из персонажей является Мартовский заяц, впервые появляющийся в сцене чаепития с Безумным шляпником, а затем на суде у Королевы Червей.
- «Самоотверженный заяц» — сатирическая сказка Михаила Салтыкова-Щедрина.
- Брайан Джейкс, серия сказочных романов «Рэдволл» — здесь зайцы отнюдь не являются трусами, наоборот, они не только храбрецы, но и составляют основной состав военного гарнизона Саламандастрона — оплота барсучьих владык на одноимённой горе.
- Николай Некрасов, поэма «Дедушка Мазай и зайцы» — главный герой, Мазай, вспоминает, как однажды во время половодья спас небольшую стаю зайцев, застрявших на мелком островке, взяв их в свою лодку. Затем он спас другую стайку зайцев, прицепив бревно, где они сидели, к своей лодке.
- «Сказка про храброго Зайца — длинные уши, косые глаза, короткий хвост» Дмитрия Мамина-Сибиряка — зайцу надоело бояться, о чём он стал говорить всем вокруг. Однако именно благодаря трусости (а также некоторой доли наглости) ему удаётся испугать и прогнать волка и заслужить уважение среди других зайцев, экранизирована в виде рисованного мультфильма 1955 года «Храбрый заяц» И. Иванова-Вано.

### Драматургия
- «Зайка-зазнайка» — пьеса Сергея Михалкова, экранизированная в 1976 году в виде одноимённого кукольного мультфильма.
- «Суеверный Трусохвостик» — пьеса того же автора, экранизирована в 1960 г. в виде рисованного мультфильма «Тринадцатый рейс».

### Мультипликация
Заяц является частым персонажем мультфильмов.
- Мультсериал «Ну, погоди!» — одним из главных героев является Заяц.
- Багз Банни — персонаж цикла мультфильмов «Луни Тюнз», несмотря на то, что является кроликом, в названиях мультфильмов с его участием часто обыгрывается слово «заяц» (англ. hare).
- Кто подставил кролика Роджера — Эдди Валиант ругается на длинноухого: «Безмозглый заяц, это дверца шкафа!»

### Скульптура
Памятники зайцу установлены в селе Михайловское (Псковская область), в городе Раменское (Московская область) и Санкт-Петербурге (Заячий остров).

### Телевидение
- «Спокойной ночи, малыши!» — зайчонок Степашка, один из персонажей передачи. В телепередаче-пародии на неё, «Тушите свет!» фигурирует Степан Капуста, являющийся «позврослевшей» версией Степашки, равно как и другие персонажи оригинальной передачи.

### Идиоматика
«Зайцами» в просторечии называют безбилетников. Кроме того, в устойчивых выражениях распространена связь зайца с трусостью и робкостью, реже с ловкостью («бегать как заяц», «рысить как заяц»), осторожностью или с желанием грызть. С другой же стороны, уменьшительное «зайка» используется в качестве ласкового обращения к женщинам и детям. В чешском языке устойчивое выражение чеш. spát jako zajíc означает «спать с открытыми глазами», отсылая к вышеупомянутому поверью о сне зайца.
Пятно света относительно небольшой площади, образуемого на некой поверхности в результате отражения солнечных лучей обозначается идиомой «солнечный зайчик».
Начиная с 1870-х годов «зайцами» называют биржевых трейдеров-спекулянтов, продающих и покупающих акции компаний в большом количестве на протяжении одного дня, дабы извлечь максимальную выгоду. Особенно активно термин «биржевой заяц» употреблялся в дореволюционной России, перейдя из сленга биржевиков в самые разные слои общества, также отметившись в литературе.

### Антропонимика
Слово «заяц» использовалось на Руси в качестве прозвища и нецерковного имени, от которых, в свою очередь, происходит фамилия Зайцев, впервые фиксирующаяся в XV веке, и являющаяся одной из самых распространённых русских фамилий. В списке, составленном группой исследователей под руководством антрополога, профессора Елены Балановской, по распространённости данная фамилия занимает 14-е место. В свою очередь, в списке, составленном коллективом сотрудников отдела этимологии и ономастики Института русского языка РАН под руководством лингвиста, доктора филологических наук Анатолия Журавлёва она занимает 26-е место.

### Геральдика
Заяц является редкой геральдической фигурой, преимущественно распространённой в территориальной геральдике (в частности, в Российской империи зайцы изображались на гербах городов, в окрестностях которых они изобильно водились). Он олицетворяет чуткость и бесстрашие, а также изобилие.

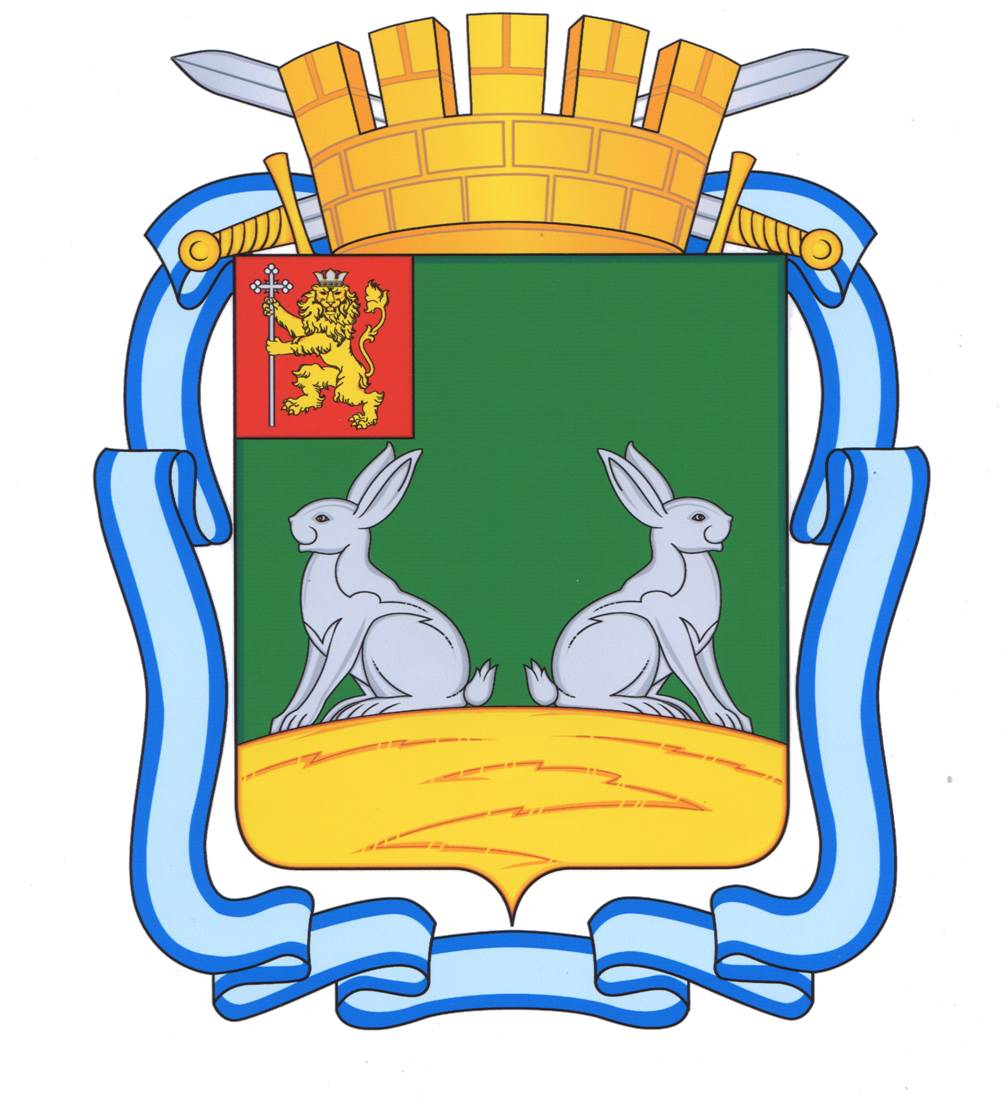
Герб Коврова (Владимирская область, Россия)
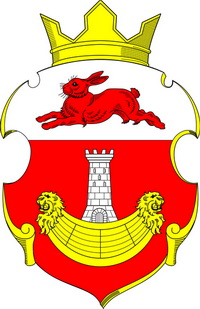
Герб Янегского сельского посления (Ленинградская область)
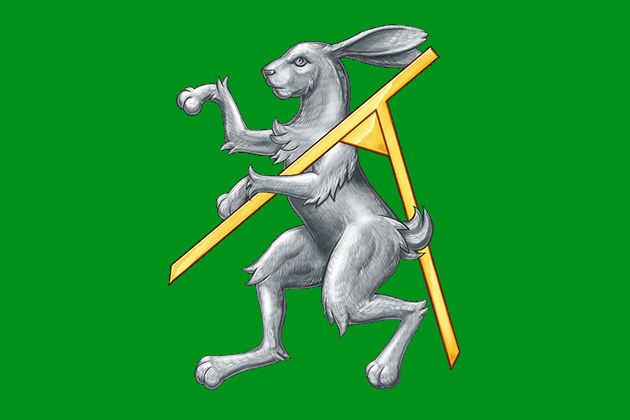
Флаг Аввакумовского сельского поселения (Тверская область)
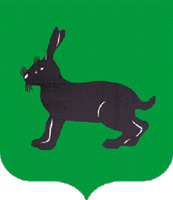
Герб Копыси (Витебская область, Беларусь)
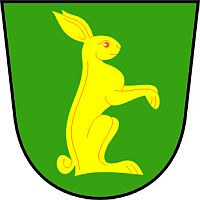
Герб Просимержице[чеш.] (район Зноймо Южноморавского края, Чехия)
Герб Клайнглатбах[нем.] (Баден-Вюртемберг, Германия)
Герб Херридена (Бавария, Германия)
Герб Любессе (Мекленбург-Передняя Померания, Германия)
Герб Хасфурта (Бавария, Германия)
Герб Бенака (Верхние Пиренеи, Франция)
Герб сотни Харьягер (Сконе, Швеция)
Герб немецкого дворянского рода Мальтцанов
Польский шляхетский герб Пендзиц
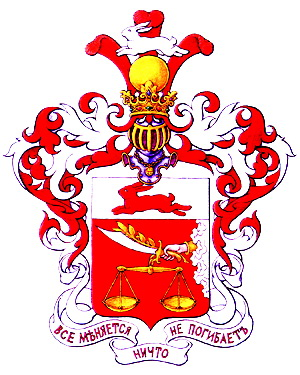
Герб русского дворянского рода Саблиных